# Sirom Gardsrinich
Sirom Gardsrinich (thailändisch ศิโรม กาศศรีนุช; * 23. April 1994) ist ein thailändischer Fußballspieler.

## Karriere
Bis zu seinem Wechsel Im Dezember 2020 spielte Sirom Gardsrinich beim Lampang FC, Lamphun Warrior FC und dem Surin Sugar Khong Chee Mool FC. Bis Ende 2020 stand er zum zweiten Mal beim Lampang FC unter Vertrag. Der Verein aus Lampang spielte in der zweiten thailändischen Liga, der Thai League 2. Ende Dezember 2020 wechselte er nach Bangkok zum Ligakonkurrenten MOF Customs United FC. Sein Zweitligadebüt für die Customs gab er am 13. Februar 2021 im Auswärtsspiel gegen den Nakhon Pathom United FC. Hier wurde er in der 88. Minute für Antonio Verzura eingewechselt. Im Juli 2021 unterschrieb er einen Vertrag beim Drittligisten Maejo United FC. Für den Drittligisten absolvierte er vier Ligaspiele in der Northern Region der Liga. Nach Vertragsende schloss er sich 2022 dem Khelang United FC aus Lampang an. 2022 spielte der Verein in der fünften Liga, der Thailand Amateur League. Ein Jahr später spielte er mit Khelang in der neugeschaffenen vierten Liga, der Thailand Semi-Pro League. Hier belegte man den ersten Platz in der Northern Region und stieg somit in die dritte Liga auf. Im Sommer 2024 wurde sein Vertrag nicht verlängert.

## Erfolge
Khelang United FC
- Thailand Semi-Pro League – North: 2023  ▲